# Associazione Italiana Mucopolisaccaridosi e Malattie Affini
L'Associazione Italiana Mucopolisaccaridosi e Malattie Affini, o AIMPS, è una Onlus nata nel 1991 con lo scopo di aiutare le famiglie dei malati di mucopolisaccaridosi.

## Obiettivo
L'obiettivo primario è quello di aiutare le famiglie a reperire informazioni sulla malattia, che in quanto rara presenta un'esigua letteratura scientifica. Si cerca anche di agevolare lo scambio di esperienze sulla malattia, in modo da rompere l'isolamento ed intervenire al fine di facilitare la convivenza con questa patologia. 
A questo scopo l'associazione organizza congressi (“Congressi delle famiglie”) durante i quali vengono esposti i progressi nella ricerca e si racconta l'esperienza delle famiglie nell'affrontare le situazioni quotidiane.

## MPS LIFEDAY
Ogni anno, in una data comune a tutto il mondo, si svolgono gli MPS LIFEDAY, giornate di sensibilizzazione nei confronti della mucopolisaccaridosi. La modalità varia da città a città, ma sostanzialmente si alternano momenti di sensibilizzazione a momenti di gioco e svago. Ultimamente l'adesione delle città al LIFEDAY è diminuita, al punto che nel 2009, in Italia, solo Milano ed Alessandria hanno partecipato.

## Vacanze AIMPS
Dal 2007 l'AIMPS organizza nel mese di luglio delle vacanze comunitarie per i soci. 
L'iniziativa è partita in seguito al IX Simposio internazionale sulle MPS e malattie affini, organizzato nel 2006 al Lido di Venezia.
Dal 2008 le vacanze hanno luogo a Bellaria-Igea Marina, dove gli alberghi sono maggiormente attrezzati per venire incontro alle necessità dei piccoli disabili.